# LB IV Life
LB IV Life – trzeci album amerykańskiej grupy muzycznej The Lost Boyz

## Lista utworów
| Nr | Tytuł                                | Producent                  | Występujący                           |
| -- | ------------------------------------ | -------------------------- | ------------------------------------- |
| 1  | "Freaky Tah Intro"                   | Dwayne "Whateva" Lindsey   | Freaky Tah, DJ Spigg Nice             |
| 2  | "Let's Roll Dice"                    | Mr. Sexxx, Alex Andino Jr. | Mr. Cheeks, Freaky Tah                |
| 3  | "We Got That Hot Shit"               | Mr. Sexxx                  | Mr. Cheeks, L.G.                      |
| 4  | "Ghetto Jiggy"                       | Ralph Lo                   | Mr. Cheeks, Freaky Tah                |
| 5  | "Interlude"                          | Charles Suitt              |                                       |
| 6  | "Take A Hike [One]"                  | Dre Most                   | Mr. Cheeks, Freaky Tah                |
| 7  | "5 A.M."                             | Mr. Sexxx, Alex Andino Jr. | Mr. Cheeks, L.G., QB                  |
| 8  | "Risin' To The Top [No Stoppin' Us]" | Mr. Sexxx                  | Mr. Cheeks                            |
| 9  | "Only Live Once"                     | Ralph Lo                   | Mr. Cheeks, Street Connect, Izzy Dead |
| 10 | "Cheese"                             | DJ Rob                     | Mr. Cheeks, Freaky Tah                |
| 11 | "Radio Interlude"                    | Dwayne "Whateva" Lindsey   |                                       |
| 12 | "Plug Me In"                         | Ralph Lo, D2               | Mr. Cheeks                            |
| 13 | "New York City War Call"             | Ron G                      | Mr. Cheeks                            |
| 14 | "Can't Hold Us Down"                 | Ralph Lo                   | Mr. Cheeks                            |
| 15 | "Colabo"                             | DJ Rob, Mr. Pito           | Queens Most Wanted, J-N-J             |
| 16 | "Ghetto Lifestyle"                   | Ralph Lo                   | Mr. Cheeks                            |
| 17 | "LB Fam 4 Life"                      | Glenn SON Faide            | Mr. Cheeks, J-N-J                     |
| 18 | "Freaky Tah Outro"                   | Glenn SON Faide            | Freaky Tah                            |

## Użyte sample
- Ghetto Jiggy
  - MFSB - "Old San Juan"
- Only Live Once
  - Jerry Butler - "Whatever's Fair"
- Plug Me In
  - Gladys Knight & the Pips - "Window Raisin' Granny"
- Ghetto Lifestyle
  - The Jones Girls - "When I'm Gone"